# Assedio di Akasaka
L'assedio di Akasaka ebbe luogo l'11 settembre del primo anno dell'era Genkō (1331), alla fine del periodo Kamakura. È stata la seconda battaglia della Guerra Genkō (1331-1333), tra le forze dello shogunato Kamakura, in gran parte controllato dal clan Hōjō, e i sostenitori dell'imperatore Go-Daigo. La battaglia fu combattuta a Shimo Akasaka-jō (下赤坂城?, Castello di Akasaka inferiore), una fortezza costruita sul monte Yoshino vicino all'odierna Osaka nell'ex provincia di Kawachi nella prefettura di Osaka.

## Contesto
Nel 1324, alla fine del periodo Kamakura (1185-1333), l'imperatore Godaigo progettò di rovesciare lo shogunato Kamakura, ma fallì quando il complotto fu scoperto. Sette anni dopo, nel 1331, ci riprovò, ma fu nuovamente scoperto a causa del tradimento di Fujiwara Sadafusa. Quindi fuggì da Kyoto e trasferì la sua corte nel tempio buddista fortificato di Kasagi, lì fu assediato dalle truppe dello shogunato Kamakura (Go-daigo sarebbe sopravvissuto all'assedio ma venne esiliato nelle Isole Oki nel Mar del Giappone). Nel frattempo, Kusunoki Masashige e Kusunoki Shichiro, due fratelli che avevano giurato fedeltà all'imperatore, stavano radunando le loro forze a Shimo Akasaka, una fortezza costruita sul monte Yoshino, e furono raggiunti lì dal figlio dell'imperatore, il principe Morinaga.

## Battaglia
Dopo la caduta della fortezza di Kasagi (30 settembre 1331), l'intero esercito dello shogunato (secondo il Taiheiki fino a 300 000 uomini, il che è certamente un'esagerazione) marciò sulla provincia di Kawachi, dove Kusunoki Masashige si stabilì frettolosamente sul monte Yoshino con circa 500 guerrieri, 200 arcieri nella fortezza e 300 cavalieri, che si trovavano all'esterno delle fortificazioni, sulle montagne.
Nonostante l'elevata fiducia in se stessi e la superiorità numerica degli aggressori, il primo assalto fu respinto con oltre 1 000 morti. Quando gli aggressori si ritirarono e si sistemarono per riposare, furono attaccati da est e da ovest da cavalieri che fino a quel momento si erano nascosti nella foresta, e la guarnigione sferrò un assalto dal castello. Ma gli assediati non poterono evitare la sconfitta quando l'esercito dello shogunato gli interruppe la fornitura d'acqua. In un altro assalto, i soldati dello Shogunato iniziarono a scalare il muro esterno, ingannati dal silenzio dall'interno. All'insaputa degli aggressori, stavano scalando un finto muro che Masashige aveva segnalato essere crollato. Quando le truppe di Kamakura toccarono terra, le forze di Masashige le sottoposero a tronchi e pietre lanciati contro di loro dall'interno della fortezza, infliggendo loro gravi danni. In un altro caso, gli aggressori tentarono di afferrare il muro rimanente, solo per farsi versare addosso acqua bollente dagli uomini di Masashige. Dopo questi due attacchi, nei quali persero altri 1 000 morti e feriti, gli aggressori rinunciarono completamente all'assalto e si limitarono ad un assedio.
Tuttavia, poiché Kusunoki attrezzò il forte in fretta, c'erano solo cibo per una ventina di giorni. Consumato il cibo, i difensori lasciarono la fortezza in piccoli gruppi durante la notte tempestosa e si mescolarono tra gli aggressori, passando silenziosamente per il loro accampamento, fingendo di far parte dell'esercito dello shogun. Quando tutti si allontanarono per mettersi in salvo, un guerriero rimasto nella fortezza diede fuoco alla pira preparata su cui si trovavano i corpi di una trentina di morti, nonché all'edificio principale della fortezza. Quando gli aggressori irruppero nel castello, trovando solo macerie e ossa carbonizzate, crederono che Kusunoki avesse bruciato il castello e commesso seppuku.
Masashige procedette allora alla costruzione di un secondo castello, il castello di Kami Akasaka-jō (上赤坂城?, Castello di Akasaka superiore), ma anche questo fu assediato e cadde nel marzo 1333. Tuttavia, fuggì di nuovo, questa volta rifugiandosi al castello di Chihaya.

## Conseguenze
Alla notizia della caduta delle fortezze di Kasagi e Akasaka, l'esercito ribelle nella provincia di Bingo si disperse e il suo leader, il sacerdote Sakurayama, commise seppuku con 23 dei suoi parenti e seguaci più fedeli. Tuttavia, Kusunoki continuò la guerra: con il principe Morinaga e solo un centinaio di guerrieri, continuò le incursioni di guerriglia sui possedimenti dello shogunato nelle province di Kawachi e Yamato fino al ritorno dell'imperatore dall'esilio nel 1333.